# Arsendescloizita
L'arsendescloizita és un mineral de la classe dels arsenats, que pertany al grup de l'adelita-descloizita. Va rebre el seu nom per Paul Keller i Pete J. Dunn l'any 1982 per ser l'anàleg arsenat de la descloizita.

## Característiques
L'arsendescloizita és un arsenat hidroxilat de plom i zinc, de fórmula química PbZn(AsO₄)(OH). Cristal·litza en el sistema ortoròmbic. Forma rossetes de cristalls tabulars {001}, de fins a 0,5 mil·límetres; també pot ser mamil·lar. La seva duresa a l'escala de Mohs és 4.
Segons la classificació de Nickel-Strunz, l'arsendescloizita pertany a «08.BH: Fosfats, etc. amb anions addicionals, sense H₂O, amb cations de mida mitjana i gran, (OH, etc.):RO₄ = 1:1» juntament amb els següents minerals: thadeuïta, durangita, isokita, lacroixita, maxwellita, panasqueiraïta, tilasita, drugmanita, bjarebyita, cirrolita, kulanita, penikisita, perloffita, johntomaïta, bertossaïta, palermoïta, carminita, sewardita, adelita, austinita, cobaltaustinita, conicalcita, duftita, gabrielsonita, nickelaustinita, tangeïta, gottlobita, hermannroseïta, čechita, descloizita, mottramita, pirobelonita, bayldonita, vesignieïta, paganoïta, jagowerita, carlgieseckeïta-(Nd), attakolita i leningradita.

## Formació i jaciments
És un mineral secundari en dipòsits polimetàl·lics hidrotermals oxidats. Sol trobar-se associada a altres minerals com: tennantita, calcocita, wil·lemita, mimetita, quars o goethita. Va ser descoberta l'any 1982 a la mina Tsumeb, al Tsumeb, Namíbia.